# OS/2-Subsystem
Das OS/2-Subsystem ist neben dem Win32- und POSIX-Subsystem eines der Subsysteme, die in Windows NT bereitgestellt wurden. Es wird durch die Dienstdatei os2srv.exe repräsentiert.
Das OS/2-Subsystem unterstützte lediglich kommandozeilenbasierte OS/2-1.x-Programme und war darüber hinaus ausschließlich in der x86-Version von Windows NT verfügbar; die RISC-Versionen verfügten nicht über das OS/2-Subsystem. Dafür war das OS/2-Subsystem binärkompatibel zu OS/2-Programmen, das heißt OS/2-Programme mussten nicht neu kompiliert werden. Darüber hinaus war von Microsoft noch das Windows NT Add-On-Subsystem für Präsentations-Manager separat erhältlich, mit dem auch grafische OS/2-Programme unterstützt wurden.
Das OS/2-Subsystem war noch bis Windows 2000 erhalten und wurde mit Windows XP entfernt. Stattdessen empfiehlt Microsoft den Einsatz von Virtualisierungssoftware wie Virtual PC.